# オブライエン (DD-51)
|          |                                    |
| 艦歴     |                                    |
| 発注     |                                    |
| 起工     | 1913年9月8日                       |
| 進水     | 1914年7月20日                      |
| 就役     | 1915年5月22日                      |
| 退役     | 1922年6月9日                       |
| その後   | 1935年にスクラップとして廃棄       |
| 除籍     | 1935年3月8日                       |
| 性能諸元 |                                    |
| 排水量   | 1,050トン                          |
| 全長     | 305 ft 3 in (93 m)                 |
| 全幅     | 31 ft 1 in (9.5 m)                 |
| 吃水     | 9 ft 6 in (2.9 m)                  |
| 機関     |                                    |
| 最大速   | 29ノット (54 km/h)                 |
| 乗員     | 士官、兵員101名                    |
| 兵装     | 4インチ砲4門 21インチ魚雷発射管8門 |

オブライエン (USS O'Brien, DD-51) は、アメリカ海軍の駆逐艦。オブライエン級駆逐艦の1隻。艦名はジェレマイア・オブライエンおよび彼の5人の兄弟、ギデオン、ジョン、ウィリアム、デニス、ジョセフに因む。その名を持つ艦としては2隻目。

## 艦歴
オブライエンは1913年9月8日にペンシルベニア州フィラデルフィアのウィリアム・クランプ・アンド・サンズ社で起工した。1914年7月20日にマーシャ・ブラッドベリー・キャンベル（ギデオン・オブライエンの曾曾曾孫）によって命名、進水し、1915年5月22日に艦長C・E・コートニー少佐の指揮下就役する。
ロードアイランド州ニューポートおよびハンプトン・ローズ間での整調後、オブライエンは1915年12月に大西洋艦隊水雷小艦隊第5分隊に配属される。1916年初頭から1917年の春まで艦隊と共に東海岸沿いおよびキューバ海域で活動した。
1917年3月にキューバ沖での冬季艦隊演習から帰還し、1914年4月6日にアメリカ合衆国が第一次世界大戦に参戦したときにはヨーク川で活動中であった。ブルックリン海軍工廠での艤装後、5月15日にニューヨークを出航、アイルランドに向かう途中ノバスコシア州ハリファックスで船団と合流した。1917年5月24日にクイーンズタウンに到着、第6駆逐艦隊に配属され、イギリス軍部隊と共に活動する。僚艦と共にアイルランド沿岸の偵察に従事し、船団が交戦地帯を通行する際には護衛を担当した。
1917年6月16日にクイーンズタウン沖12マイルでエリシア (SS Elysia) を護衛中、オブライエンは潜望鏡を観測する。攻撃のため潜水艦に向かうと、前檣楼の警戒要員は潜水艦が右舷に接近するの発見した。爆雷が投下されたが、敵艦への損傷は確認できなかった。3時間ほど後にイギリス軍のジャスミン (HMS Jessamine) がほぼ同位置で大きな油の染みを発見、報告した。翌朝カッシング (USS Cushing, DD-55) がジャスミンの報告を確認した。イギリス海軍本部は敵潜水艦が撃沈されたものと考えたが、後の調査で攻撃を受けたドイツ潜水艦 U-16 は活動を継続し、その巡航を完了したことが明らかになった。
1918年夏にオブライエンはフランス沿岸へ移動し、対潜哨戒を継続した。
休戦の後オブライエンはフランスのブレストとイングランドのプリマス間で郵便物および乗客の輸送に従事した。1919年1月8日にニューヨークに帰還し、1922年6月9日にフィラデルフィアで退役する。オブライエンは1935年3月8日に除籍され、フィラデルフィア海軍造船所でスクラップとして解体、鋼材は1935年4月23日に売却された。